# Bečice (powiat Tabor)
Bečice – wieś i gmina w Czechach, w powiecie Tabor, w kraju południowoczeskim. Według danych z dnia 1 stycznia 2013 liczyła 73 mieszkańców.